# Van Gogh (film 1991)
Van Gogh è un film del 1991 diretto da Maurice Pialat e basato sulla vita del pittore olandese Vincent van Gogh.
È stato presentato in concorso al 44º Festival di Cannes.

## Trama
Il film, focalizzato sugli ultimi tre mesi di vita di Van Gogh, è ambientato ad Auvers-sur-Oise, dove l'instabile artista è ospite del buon dottor Gachet, e a Parigi, che lo coinvolge nel mondo bohémien insieme agli amici pittori, tra i quali spicca Lautrec insieme alle ballerine del Moulin Rouge. In tutto ciò di primaria importanza il rapporto a un tempo conflittuale e affettivo con il fratello Theo e sua moglie Johanna . A nulla valgono tutte le sfumature dell'amore dalle quali l'affascinante artista interpretato da Jacques Dutronc è circondato, in primis da quello della giovanissima figlia di Gachet, Marguerite, ma anche di Johanna e delle vitalissime ballerine. Il proprio equilibrio mentale, nonostante l'energia femminile riporti apparentemente a tratti il sorriso e la gioia di vivere nell'uomo in conflitto con sé stesso, è in caduta libera. Neanche l'arte evidentemente riesce più a legarlo alla vita se il suicidio diventa l'unica scappatoia possibile. Morente il dottor Gachet si precipita a visitarlo. Vincent gli sferra un pugno seguito da un altro. Nella scena finale Marguerite si accosta, vestita a lutto, a un giovane pittore mentre sta dipingendo all'aperto al cavalletto, già intravisto nel corso del film. Nella breve conversazione costui chiede a Marguerite se avesse conosciuto Van Gogh. Lei risponde che era un suo amico.

## Riconoscimenti
- Premio César 1992
  - miglior attore (Jacques Dutronc)
- Acteurs à l'Écran 1992
  - miglior attrice (Elsa Zylberstein)